# Pavelló Olímpic de Badalona
El Pavelló Olímpic de Badalona (o Palau Municipal d'Esports de Badalona) és una instal·lació esportiva de Badalona dedicada essencialment al bàsquet. És el símbol del reconeixement de la ciutat a un esport que ha evolucionat any rere any.
Fou dissenyat per Esteve Bonell i Francesc Rius, els quals obtingueren per aquesta obra el Premi d'Arquitectura Contemporània Mies van der Rohe l'any 1992.

## Estructura de l'edifici
El palau es desenvolupa en quatre nivells diferents. L'inferior correspon a la pista central de joc i pistes interiors d'entrenament, vestidors, sales de premsa, magatzems i instal·lacions. El nivell immediatament superior, es destina per la zona d'administració i comercial. El nivell principal, destinat al públic i que dona accés a les grades, consta d'un ampli passadís que dona la volta al recinte; al llarg d'aquest passadís s'ubiquen vuit àrees de bar i serveis, així com deu sortides que faciliten una evacuació còmoda i ràpida. Des del mateix passadís s'accedeix al nivell superior del Palau que dona accés a la part alta de les grades.

## Història
Fou dissenyat per Esteve Bonell i Francesc Rius i va ser inaugurat el 17 de setembre de 1991, amb un partit entre l'equip amfitrió, el Club Joventut Badalona i l'Aris de Salònica, i fou la seu de la competició de bàsquet durant la realització dels Jocs Olímpics d'Estiu de 1992 a la ciutat de Barcelona. L'Olímpic va acollir el Dream Team, el combinat nord-americà considerat el millor equip de la història, amb noms com Michael Jordan, Magic Johnson, Charles Barkley o Larry Bird.
Des de la temporada 91/92, el pavelló també acull els partits del primer equip del Club Joventut de Badalona. També és escenari de nombrosos concerts i actes multitudinaris. Durant diversos anys es van celebrar concerts de diferents artistes nacionals i internacionals, com per exemple: Mónica Naranjo, One Direction, Bruno Mars, Anastacia, Muse, 30 Seconds to Mars, The Killers, Guns N' Roses, Artic Monkeys, Bruce Springsteen, Oasi, Pitbull, Romeo Santos o Dani Martín.

## Dades pràctiques
- Inversió: 6.000 milions de ptes.